# Miltochrista rivalis
Miltochrista rivalis là một loài bướm đêm thuộc phân họ Arctiinae, họ Erebidae.